# Fernando Álvez
Fernando Harry Álvez Mosquera (4 września 1959) – piłkarz urugwajski, bramkarz. Wzrost 184 cm, waga 81 kg.
Álvez karierę piłkarską rozpoczął w 1976, w klubie Defensor Sporting. Był kapitanem reprezentacji Urugwaju podczas młodzieżowych mistrzostw świata w 1977, gdzie Urugwaj zajął 4. miejsce. W 1978 przeniósł się do klubu CA Peñarol, a w 1979 wziął udział w młodzieżowych mistrzostwach świata w 1979, gdzie Urugwaj zajął 3. miejsce. Także i tym razem Álvez pełnił rolę kapitana drużyny.
W reprezentacji seniorów zadebiutował 18 lipca 1980 w towarzyskim meczu z Peru, zakończonym wynikiem 0:0. Wspólnie z drużyną Peñarolu dotarł do półfinału Copa Libertadores 1981. Ponieważ stracił w klubie pozycję pierwszego bramkarza, której pozbawił go Gustavo Fernández, nie zagrał ani jednego meczu w zwycięskim dla Peñarolu turnieju Copa Libertadores 1982. W 1984 przeniósł się do Paragwaju by bronić bramki klubu Club Libertad.
W 1985 Álvez wrócił do Peñarolu, któremu pomógł dotrzeć do półfinału Copa Libertadores 1985. Reprezentował Peñarol w finałach mistrzostw świata w 1986 roku, gdzie Urugwaj dotarł do 1/8 finału. Álvez wystąpił we wszystkich 4 meczach - z Niemcami, Danią, Szkocją i Argentyną. Początkowo bramki miał bronić Rodolfo Rodríguez, jednak z powodu kontuzji zastąpił go w bramce Álvez. Wkrótce po mistrzostwach przeniósł się do Kolumbii, by grać w klubie Independiente Santa Fe Bogota.
W 1987 przeniósł się na rok do Brazylii, gdzie przez rok występował w klubie Botafogo FR, po czym wrócił do Urugwaju, by znów bronić bramki Peñarolu. Wziął udział w finałach mistrzostw świata 1990 roku, gdzie Urugwaj ponownie dotarł do 1/8 finału. Álvez zagrał we wszystkich 4 meczach - z Hiszpanią, Belgią, Koreą Południową i Włochami.
Wziął udział w turnieju Copa América 1991, gdzie Urugwaj odpadł w fazie grupowej, zajmując w klasyfikacji 5-6. miejsce. Álvez zagrał we wszystkich 4 meczach - z Boliwią, Ekwadorem, Brazylią i Kolumbią. Po zakończonym turnieju ponownie spróbował sił w lidze kolumbijskiej, tym razem w klubie Independiente Medellin.
W 1992 znalazł się w argentyńskim klubie Deportivo Mandiyú, a w 1993 przeszedł do River Plate Montevideo, którego barwy reprezentował podczas turnieju Copa América 1995, w którym Urugwaj zdobył tytuł mistrza Ameryki Południowej. Zagrał we wszystkich 6 meczach - z Wenezuelą, Paragwajem, Meksykiem, Boliwią, Kolumbią i Brazylią. W finałowej rozgrywce rzutów karnych obronił strzał Túlio – na koniec okazało się, że była to obrona na miarę końcowego zwycięstwa. Po zwycięskim turnieju ponownie na rok wyemigrował do Argentyny, tym razem do San Lorenzo de Almagro. W 1997 wrócił do Peñarolu, by zakończyć w nim karierę.
Od 1980 do 1997 Álvez rozegrał w reprezentacji Urugwaju 40 meczów